# Brice Salobert
Pas d'image ? Cliquez ici

a Compétitions nationales et continentales officielles uniquement.

Dernière mise à jour le 30 octobre 2014.
Brice Salobert, né le 29 décembre 1980 à Agen (Lot-et-Garonne), est un joueur de rugby à XV et à sept français qui évolue au poste de demi de mêlée (1,73 m pour 81 kg).
Il termine sa carrière sportive en retournant à Auch et signe pour le nouveau club le RC Auch pour une saison en 2017-18 et obtient la montée en Fédérale 3.

## Carrière
- - 2004 : SU Agen
- 2004 - 2008 : FC Auch
- 2008 - 2012 : Lyon OU
- 2012 - 2014 : US Carcassonne
- 2014 - 2016 : FC Auch
- 2017 - 2018 : RC Auch

## Palmarès

### En club
- Champion de France de Pro D2 : 2007 avec le FC Auch et 2011 avec le Lyon OU.
- Vainqueur du Bouclier européen avec le FC Auch en 2005 face à Worcester avec le FC Auch[2]

### En équipe nationale
- Équipe de France de rugby à sept
- Équipe de France Universitaire de rugby à sept : champion du monde en 2006